# Poème (Chausson)
Pour les articles homonymes, voir Poème.
Poème pour violon et orchestre, opus 25, est un concerto pour violon et orchestre d'Ernest Chausson datée de 1896. Le poème est d'un seul mouvement divisé en trois sections enchainées.
En avril 1896, lors d'un séjour à Florence, en Italie, Chausson amorce la composition de l'œuvre pour répondre à la demande d'Eugène Ysaÿe qui désire un concerto pour violon de sa main. L'œuvre est achevée le 29 juin.
Chausson en donne trois versions : la première (et la plus connue) pour violon et orchestre ; une deuxième pour violon et piano ; enfin, une récente découverte a révélé une version de chambre pour violon, quatuor à cordes et piano, qui offre ainsi un pendant à une autre œuvre de chambre de Chausson, le Concert pour piano, violon et quatuor à cordes, op. 21 (1892). Dans ces différentes versions, la partie du violon soliste est identique à quelques détails près.
Pour cette œuvre qui devait d'abord être composée dans l'esprit d'un poème symphonique, Chausson s'est inspiré d'une nouvelle d'Ivan Tourgueniev, Le Chant de l'amour triomphant (1881), récit fantastique situé à Ferrare au XVIe siècle, dans lequel une mélodie jouée au violon produit un envoûtement. 
Chausson a dédié l'œuvre à son commanditaire, le violoniste belge Eugène Ysaÿe, qui crée l'œuvre à la salle Poirel à Nancy le 27 décembre 1896, puis à Paris le 4 avril 1897 aux Concerts Colonne.
Par sa forme très libre, l'œuvre séduisit Claude Debussy qui admira son harmonieuse proportion.

## Analyse de l'œuvre
1. Lento e misterioso
2. Animato
3. Finale

## Instrumentation
- Deux flûtes, deux hautbois, deux clarinettes, deux bassons, quatre cors, deux trompettes, trois trombones, un tuba, une harpe, timbales, cordes.
- Durée d'exécution : seize minutes.
- Il existe également une version pour quatuor à cordes, violon et piano, arrangée par le compositeur lui-même.

## Enregistrements
- Ginette Neveu, avec l'Orchestre Philharmonia, dir. Issay Dobrowen (1946)
- Yehudi Menuhin, avec l'Orchestre philharmonique de Londres, dir. Adrian Boult (15 février 1952, EMI) (OCLC 959244036)
- Christian Ferras, avec l'Orchestre national de Belgique, dir. Georges Sébastian (1953, Decca / DG)
- David Oïstrakh, avec l'Orchestre symphonique de Boston, dir. Charles Munch (14 décembre 1955, RCA) (OCLC 76885029)
- Nathan Milstein, avec l'Orchestre Philharmonia, dir. Anatole Fistoulari (1962, LP Columbia / Emi)
- Arthur Grumiaux, avec l'Orchestre des Concerts Lamoureux, dir. Manuel Rosenthal (1963, Philips) (OCLC 222739438)
- Itzhak Perlman, avec l'Orchestre philharmonique de New York, dir. Zubin Mehta (septembre 1986, DG) (OCLC 1051632713)
- Isabelle Faust, avec le Deutsches Symphonie-Orchester Berlin, dir. Marko Letonja (2005, Harmonia Mundi) (OCLC 743206032)

### Ouvrages généraux
- Marc Honegger, Dictionnaire de la musique : les hommes et leurs œuvres, t. 1, Paris, Bordas, 1970, 590 p. (BNF 35111352)
- François-René Tranchefort (direction), Guide  de la Musique Symphonique, Paris, Fayard, coll. « Les indispensables de la musique », 1998 (1re éd. 1986), 896 p. (ISBN 2-213-01638-0), p. 169.

### Monographies
- Jean Gallois, Ernest Chausson, Paris, Fayard, 1994, 605 p. (ISBN 978-2-213-03199-6).